# 松村晃助
松村 晃助（まつむら こうすけ、2004年5月2日 - ）は、神奈川県鎌倉市出身のプロサッカー選手。Jリーグ・横浜F・マリノス所属。ポジションはミッドフィルダー（MF）。

## プレースタイル
ボランチでボールを受けて展開、力強い前進、サイドからの仕掛けと、どのポジションでも高いパフォーマンスを発揮するMF 。